# Star Shine Story
Star Shine Story（スター・シャイン・ストーリー）は、日本の女性アイドルグループ・GEMの楽曲。2014年12月17日に同グループ3枚目のシングルとしてiDOL Streetから発売された。

## 概要
「CD+Blu-ray盤」、「イベント会場/mu-moショップ限定盤」（CDのみ）、「イベント会場/mu-moショップ限定商品」（ミュージックカード×11形態）の3種13形態で発売。「CD+Blu-ray盤」には、初回特典として握手会イベント参加券を封入。
「Star Shine Story」は2014年8月3日に行われた『TOKYO IDOL FESTIVAL 2014』で初披露。アイドルポップスにクラシックの要素が取り入れられ、イントロにはベートーヴェンの交響曲第9番の第4楽章「歓喜の歌」がサンプリングされている。
ミュージックビデオの撮影は群馬県高山村の大理石村ロックハート城にて行われた。ストーリーは白いワンピース姿の武田舞彩がMy GEMのスタールビー（赤）を探してパラレルワールドに迷い込むものとなっている。

## 収録曲

### CD+Blu-ray盤
1. Star Shine Story
作詞・作曲・編曲：Carlos K.
2. Can’t Stop Loving
作詞・作曲：浅利進吾　編曲：Jun Suyama

Blu-ray
1. Star Shine Story "Music Video"
2. Star Shine Story "Music Video Making"
3. The first live 〜One day of GEM〜

### イベント会場/mu-moショップ限定盤
1. Star Shine Story
2. Can’t Stop Loving
3. Star Shine Story "Instrumental"
4. Can’t Stop Loving "Instrumental"

## プロモーション

### テレビ番組
| 放送日 （2014年）         | 放送局     | 番組名                                                                 | 備考                                                                                   | 出典        |
| ------------------------- | ---------- | ---------------------------------------------------------------------- | -------------------------------------------------------------------------------------- | ----------- |
| 11月13日                  | フジテレビ | めざましテレビ                                                         | MV初解禁                                                                               | [ 4 ] [ 5 ] |
| 12月27日未明 （26日深夜） | テレビ朝日 | アイドルお宝くじ 日本全国アイドル大集合SP ～お宝カヴァーしNIGHT 2014～ | 「Star Shine Story」と「Body & Soul」（SPEED）を披露 。 収録は同年12月10日に行われた。 | [ 7 ]       |

### ラジオ番組
| 放送日 （2014年） | 放送局       | 番組名                       | 内容                                   | 出典  |
| ----------------- | ------------ | ---------------------------- | -------------------------------------- | ----- |
| 12月7日           | FM-FUJI      | lovelizm                     | 平野沙羅がゲスト出演                   | [ 8 ] |
| 12月17日          | ニッポン放送 | 高田文夫のラジオビバリー昼ズ | 金澤有希・森岡悠・熊代珠琳がゲスト出演 | [ 9 ] |

### イベント
| 日程           | 公演名                                     | 会場                                                                                            | 備考 |
| -------------- | ------------------------------------------ | ----------------------------------------------------------------------------------------------- | --- |
| 2014年11月3日  | 発売記念ミニライブ&握手会                  | イオンモール川口前川                                                                            | 各日2回公演（11月9日のみ1回公演）。11月24日は「Cheeky Parade × GEM 超絶予約イベント Cheeky Parade「CANDY POP GALAXY BOMB !!/キズナPUNKY ROCK !!」GEM「Star Shine Story」発売記念ミニライブ&握手会」と銘打ったCheeky Paradeとの合同公演。 |
| 2014年11月9日  | 発売記念ミニライブ&握手会                  | ラゾーナ川崎プラザ                                                                              | 各日2回公演（11月9日のみ1回公演）。11月24日は「Cheeky Parade × GEM 超絶予約イベント Cheeky Parade「CANDY POP GALAXY BOMB !!/キズナPUNKY ROCK !!」GEM「Star Shine Story」発売記念ミニライブ&握手会」と銘打ったCheeky Paradeとの合同公演。 |
| 2014年11月15日 | 発売記念ミニライブ&握手会                  | 昭島モリタウン                                                                                  | 各日2回公演（11月9日のみ1回公演）。11月24日は「Cheeky Parade × GEM 超絶予約イベント Cheeky Parade「CANDY POP GALAXY BOMB !!/キズナPUNKY ROCK !!」GEM「Star Shine Story」発売記念ミニライブ&握手会」と銘打ったCheeky Paradeとの合同公演。 |
| 2014年11月24日 | 発売記念ミニライブ&握手会                  | イオンモール川口前川                                                                            | 各日2回公演（11月9日のみ1回公演）。11月24日は「Cheeky Parade × GEM 超絶予約イベント Cheeky Parade「CANDY POP GALAXY BOMB !!/キズナPUNKY ROCK !!」GEM「Star Shine Story」発売記念ミニライブ&握手会」と銘打ったCheeky Paradeとの合同公演。 |
| 2014年11月30日 | 発売記念ミニライブ&握手会                  | 西武東戸塚店                                                                                    | 各日2回公演（11月9日のみ1回公演）。11月24日は「Cheeky Parade × GEM 超絶予約イベント Cheeky Parade「CANDY POP GALAXY BOMB !!/キズナPUNKY ROCK !!」GEM「Star Shine Story」発売記念ミニライブ&握手会」と銘打ったCheeky Paradeとの合同公演。 |
| 2014年11月16日 | 発売記念トーク&握手会                      | タワーレコード川崎店                                                                            | 11月29日は2回公演 |
| 2014年11月22日 | 発売記念トーク&握手会                      | タワーレコード錦糸町店                                                                          | 11月29日は2回公演 |
| 2014年11月29日 | 発売記念トーク&握手会                      | 東京スカイツリータウン                                                                          | 11月29日は2回公演 |
| 2014年12月16日 | 発売記念リリース週イベント                 | SHIBUYA TSUTAYA 山野楽器たまプラーザテラス店                                                    | 16日 - 18は握手会、20日・21日はミニライブ&握手会（2回公演）。 |
| 2014年12月17日 | 発売記念リリース週イベント                 | タワーレコード新宿店 タワーレコード錦糸町店 タワーレコード名古屋近鉄パッセ店 TSUTAYA EBISUBASHI | 16日 - 18は握手会、20日・21日はミニライブ&握手会（2回公演）。 |
| 2014年12月18日 | 発売記念リリース週イベント                 | タワーレコード渋谷店 HMVルミネ池袋                                                              | 16日 - 18は握手会、20日・21日はミニライブ&握手会（2回公演）。 |
| 2014年12月20日 | 発売記念リリース週イベント                 | 横浜ビブレ                                                                                      | 16日 - 18は握手会、20日・21日はミニライブ&握手会（2回公演）。 |
| 2014年12月21日 | 発売記念リリース週イベント                 | ららぽーと柏の葉                                                                                | 16日 - 18は握手会、20日・21日はミニライブ&握手会（2回公演）。 |
| 2015年1月12日  | 発売記念 新春あけおめハッピーイベント      | アキバ☆ソフマップ1号店                                                                          | トーク&特典会。mu-moショップで販売された参加券付き商品購入者対象。 この日は金澤有希が体調不良で欠席したため、残る9人での出演となった。                                                                                                   |
| 2015年1月17日  | グループ別握手会/グループ撮影会/個別撮影会 | イオンモール幕張新都心                                                                          | mu-moショップで販売された参加券付き商品購入者対象。 |
| 2015年1月18日  | グループ別握手会/グループ撮影会/個別撮影会 | プレミアホール                                                                                  | mu-moショップで販売された参加券付き商品購入者対象。 |

※他、各イベントにおいてCD・ミュージックカード予約購入者対象の握手会も開催された。